# آزمون ذرات مغناطیسی

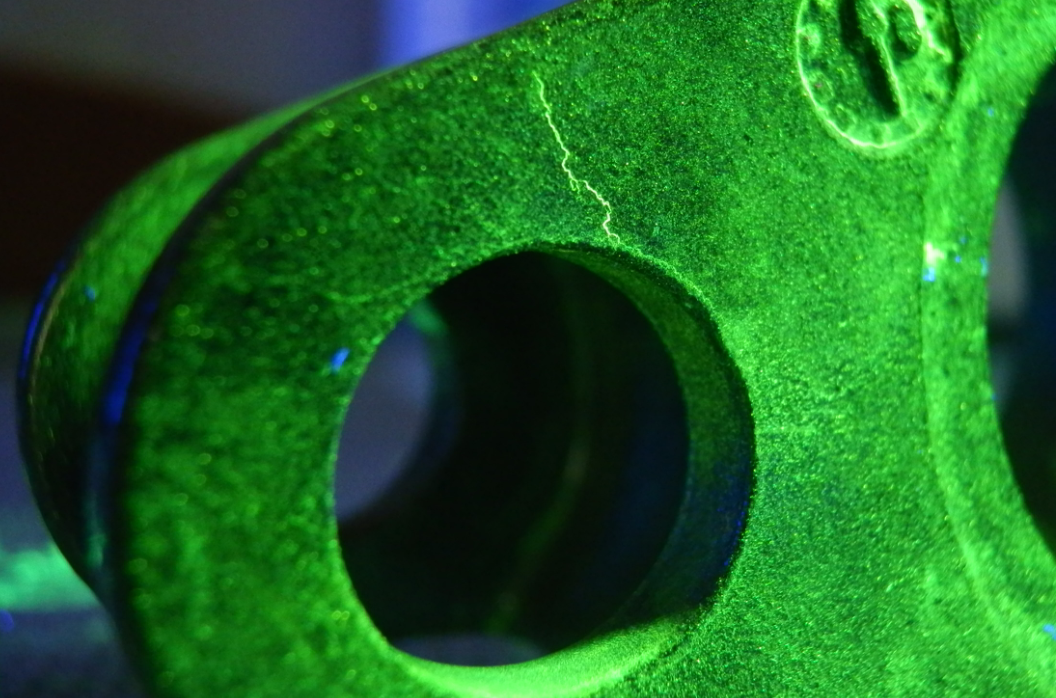
تشخیص ترک به کمک آزمون ذرات مغناطیسی

آزمون ذرات مغناطیسی(به انگلیسی : Magnetic particle inspection) گونه ای از آزمون‌های غیرمخرب می باشد که برای یافتن عیوب موجود در یک قطعه از آن استفاده می شود. در این روش ذرات مغناطیسی ( به طور مثال پودر آهن) بر روی سطح قطعه مورد بررسی پاشیده می شوند و در این قطعه میدان مغناطیسی القا می شود.در صورت وجود عیب در سطح یا نزدیک سطح قطعه(عیوب زیر سطحی)،تجمع ذرات مغناطیسی در این نقاط نسبت به نقاط بدون عیب قطعه بسیار بیشتر می شود و بدین ترتیب می توان محل وجود عیب را تشخیص داد. یکی از ملزومات این روش آن است که قطعه مورد بررسی از مواد فرومغناطیس تشکیل شده باشد.
از جمله مزیت های این روش نسبت به سایر روش های آزمون های غیرمخرب،آسان تر و سریع تر بودن آن می باشد. هم چینین در این روش، آماده سازی سطح قطعه مورد بررسی به اندازه روش های دیگر،مانند روش آزمون فراصوت،ضروری نمی باشد. بنا به این دلایل،این روش یکی از روش های فراگیر آزمون‌های غیرمخرب می باشد.
از این روش برای بررسی محصولات مختلفی از جمله محصولات ریخته‌گری،آهنگری (متالورژی)،جوشکاری و ... استفاده می شود . هم چنین این روش در صنایع مختلفی از جمله خوردوسازی،هوافضا و ... کاربرد دارد.

## بررسی عیوب فلزات صنعتی
یکی از مهم ترین کاربرد های روش آزمون ذرات مغناطیسی،بررسی عیوب به وجود آمده در فرآیند تولید فلزات صنعتی می باشد.این عیوب از ابتدایی ترین مراحل تشکیل محصول تا مراحل شکل دهی نهایی درون فلز تشکیل می شوند.
به وسیله شناسایی عیوب در هر مرحله ، می توان از گسترش آن عیب در مراحل بعدی جلوگیری کرد. عیوب مربوط به فلزات صنعتی را می توان به شکل زیر دسته بندی کرد.

### عیوب ذاتی (Inherent discontinuities)
این دسته از عیوب در مراحل اولیه تهیه فلز مذاب یا انجماد فلز به وجود می آید.چنین عیوبی قبل از فرآیند های شکل دهی در قطعه وجود دارند.

#### عیوب انقباضی(Shrinkage)
زمانی که فلز مذاب درون قالب(ingot) ریخته می شود،مذاب از کف قالب و دیواره ها شروع به سرد شدن می کند،بنابراین پوسته جامدی تشکیل می شود و در ادامه مراحل انجماد این پوسته ضحیم تر می شود تا کل مذاب منجمد شود.در هر مرحله که پوسته ضخیم تر می شود سطح مذاب در مرکز قالب پایین تر می آید.چنین موضوعی سبب به وجود آمدن حفره انقباضی در بالای قالب می شود .برای حل این مشکل، راه های مختلفی وحود دارد.یکی از ساده ترین روش ها برای حل این مشکل،بریدن قسمت بالایی فلز منجمد شده می باشد تا حفره انقباضی از آن جدا گردد. 

#### حباب های گاز
به هنگام انجماد،قابلیت انحلال گاز ها به شدت کاهش می یابد از این رو گاز های حل شده در مذاب از حالت انحلال خارج و به شکل تخلخل در قطعه پایانی ظاهر می شوند.

#### ترک های قالب
انقباض فلز مذاب درون فرآیند انجماد و سرد شدن قطعه سبب به وجود آمدن تنش های سطحی و داخلی در قطعه می شود.تنش های داخلی می توانند سبب ایجاد ترک شوند.اگر ترک ها داخلی باشند و با هوا در تماس نباشند، معمولا در اثر فرآیند نورد کنترل می شود و به شکل عیب نهایی در ماده ظاهر نمی شوند. اما اگر این ترک ها سطحی بوده یا به نحوی اکسید شوند،دیگر محدود نخواهند شد و در محصول نهایی ظاهر می شوند.
در فرآیند نورد تبدیل شمش (ingot) به بیلت(billet)، ترک های اکسید شده، کشیده می شوند و سبب به وجود آمدن عیب seam می شود(خطوط باز و شکسته ای که در طول قطعه می باشند.)
معمولا قبل از ادامه فرآیند های شکل دهی، از روش آزمون ذارت مغناطیسی استفاده می کنند تا وجود چنین عیبی را بررسی کنند و در صورت امکان با استفاده از فرآیند هایی هم چون سنگ‌زنی و ... عیب seam را حذف کنند.

### عیوب حاصل از شکل دهی اولیه(Primary processing discontinuities)
محصولات حاصل از ریخته گری(شمش،بیلت،بلوم و اسلب) دارای عیوب فراوانی هستند و ساختار نهایی مورد نظر را ندارند. از این رو باید فرآیند های شکل دهی دیگری بر روی این محصولات صورت بگیرد تا به محصول مورد نظر تبدیل شوند. البته برخی از عیوب ذاتی موجود در این محصولات در محصول نهایی نیز حضور خواهند داشت. فرآیند های شکل دهی، خود نیز می توانند سبب ایجاد عیوبی شوند که برخی از این عیوب با روش آزمون ذرات مغناطیسی قابل شناسایی می باشند.
فرآیند های شکل دهی شامل فرآیند های کارگرمی و کارسردی، برای به وجود آوردن صفحات،سیم ها ، میله ها ، لوله ها و ... می باشند. عیوب فرآیندهای شکل دهی عبارتند از :
- Seams
- Laminations
- Cupping
- Cooling cracks

### عیوب جوشکاری
جوشکاری را می توان نوعی ریخته‌گری در محل در نظر گرفت که شامل ذوب کردن زمینه و پرکننده می شود.عیوب جوشکاری نیز همانند عیوب ریخته گری می باشند(اما در مقیاسی متفاوت).هم چنین ممکن است عیوب دیگری نیز شکل بگیرد. برخی از این عیوب عبارتند از :

#### نفوذ ناقص و ذوب ناقص
عدم توانایی در ذوب کردن فلز پایه منجر به تشکیل حفره بین فلز پایه و ماده پرکننده خواهد شد.عیب حاصل از ذوب ناقص اگر به اندازه کافی نزدیک به سطح باشد توسط آزمون ذرات مغناطیسی قابل شناسایی می باشد.
اگر نفوذ به صورت ناقص شکل بگیرد،تنها لایه نازکی از سطح فلز پایه ذوب شده است.معمولا آزمون ذرات مغناطیسی توانایی تشخیص این نوع عیب را ندارد.

#### ترک در مناطق تحت تاثیر گرما
ممکن است ترک هایی در محل تماس فلز پایه و جوش،در اثر وجود تنش هایی (به دلیل سرد و گرم کردن) به وجود بیاید.مناطق تحت تاثیر گرما و عیوب موجود در آن ها با استفاده از روش ذرات مغناطیسی قابل بررسی هستند.

## اساس کار آزمون ذرات مغناطیسی

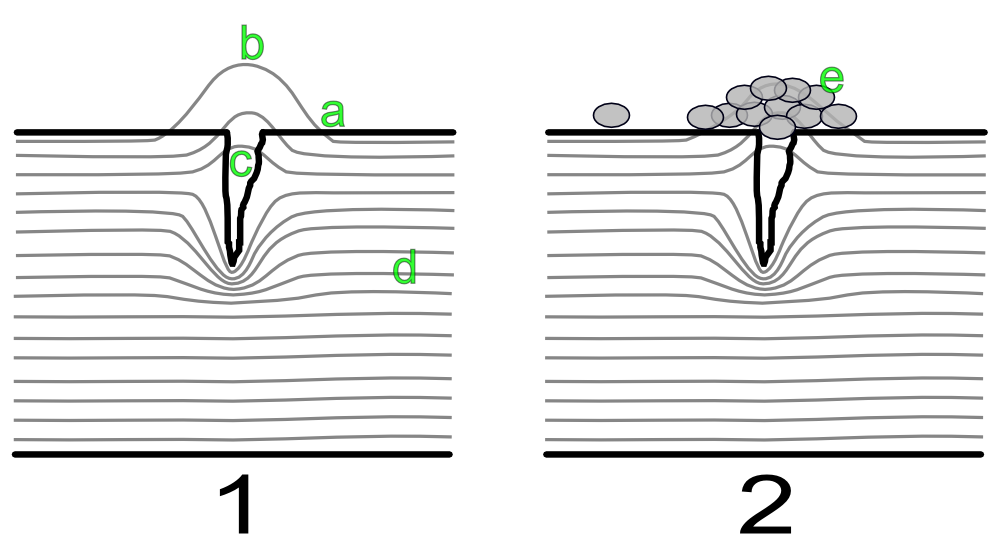
نشت میدان مغناطیسی در محل ترک و تجمع ذرات مغناطیسی در این محل

زمانی که یک آهنربا از وسط،نصف شود در هریک از قطعات به دست آمده یک قطب شمال و یک قطب جنوب خواهیم داشت.اما اگر قطعه ای دارای ترک باشد و به طور کامل به 2 قسمت تقسیم نشده بشد،یک قطب شمال و یک قطب جنوب،در اطراف ترک خواهیم داشت و جهت میدان مغناطیسی از سمت قطب شمال مغناطیسی به سمت قطب جنوب مغناطیسی خواهد بود. وجود چنین ترکی سبب پراکنده شدن میدان مغناطیسی(نشت میدان) می شود، چرا که هوا توانایی تحمل میدان مغناطیسی در واحد حجم را همانند آهنربا ندارد.در نتیجه اگر مقداری از ذرات با خاصیت مغناطیسی (همانند پودر آهن خالص)بر روی قطعه پاشیده شود،این ذرات در محل نشت میدان مغناطیسی جمع می شوند و بدین گونه محل عیب شناسایی می شود.

## قوانین فیزیکی حاکم

### منبع شکل گیری مغناطیس
همه ذرات از اتم تشکیل شده اند و اتم نیز از سه جزء الکترون،پروتون و نوترون تشکیل شده است.پرتون ها و نوترون ها درون هسته اتم قرار گرفته اند.الکترون ها با بار الکتریکی منفی در حال چرخش به دور هسته اتم می باشند.حرکت بار الکتریکی،سبب ایجاد میدان مغناطیسی می گردد. می توان مواد را به سه دسته دیامغناطیس،پارامغناطیس و فرومغناطیس تقسیم کرد.

### میدان های الکترو مغناطیسی
آهنربا ها تنها منبع تولید میدان مغناطیسی نیستند.اورستد در سال 1820 کشف کرد که عبور دادن جریان از درون یک سیم سبب تغییر جهت عقربه های قطب نمایی که در نزدیک سیم بود،می شود.چنین مشاهده ای نشان می دهد که در اطراف سیم حامل جریان، میدان مغناطیسی به وجود آمده است.با بررسی های صورت گرفته توسط اورستد،وی متوجه شد که میدان مغناطیسی به صورت دایره ای در اطراف سیم وجود دارد.هم چنین او متوجه شد که شدت میدان مغناطیسی به وجود آمده با شدت جریان گذرنده از سیم رابطه مستقیم دارد. از دیگر نتایج حاصل از مشاهدات او این بود که با تغییر جهت جریان گذرنده از سیم،جهت میدان مغناطیسی نیز تغییر می کند. جهت میدان مغناطیسی، با استفاده از قانون دست راست قابل تشخیص می باشد.

### میدان مغناطیسی حاصل از سیم پیچ
زمانی که جریان برق از درون سیم پیچ عبور می کند باعث ایجاد میدان مغناطیسی درون و اطراف سیم پیچ می شود.میدان مغناطیسی درون سیم پیچ تقریبا طولی بوده و در خارج از سیم پیچ به شکل حلقوی می باشد.
هرچقدر سیم پیچ فشرده تر باشد،میدان مغناطیسی درون آن یکنواخت تر خواهد شد. شدت میدان مغناطیسی با افزایش شدت جریان عبوری و افزایش تعداد حلقه ها در سیم پیچ،افزایش می یابد.

### منحنی هیستریس
منحنی هیستریس نماینگر رابطه بین چگالی شار مغناطیسی ( B) و شدت میدان مغناطیسی (H) می باشد. با توجه به نمودار هیستریس مواد مختلف مشاهده می شود که چگالی شار مغناطیسی در ابتدا افزایش یافته،سپس با سرعت کمی رشد می کند و نهایتا به حد اشباع خود می رسد.در نتیجه افزایش شدت میدان مغناطیسی(H بیشتر)، سبب اقزایش چگالی شار مغناطیسی ( B) نمی شود و تاثیر مطلوبی هم بر روی بررسی قطعات نخواهد گذاشت.در اغلب کاربرد ها نیروی مغناطیسی (H) در حدود 2000 تا 5000 A/m  کافی خواهد بود.

### جهت گیری میدان مغناطیسی
برای آنکه بتوان عیب را به درستی تشخیص داد،مهم است که جهت بین خطوط میدان مغناطیسی و عیب شناخته شده باشد. ممکن است دو نوع میدان مغناطیسی درون ماده وجود داشته باشد که عبارتند از میدان مغناطیسی طولی و حلقوی.
زمانی بهترین تشخیص عیب صورت می گیرد که خطوط جریان مغناطیسی بر عیب عمود باشند،چرا که در این حالت بیشترین انحراف در میدان مغناطیسی به وجود می آید .با استفاده از میدان مغناطیسی طولی، عیوب عرضی و با استفاده از میدان مغناطیسی حلقوی،عیب های طولی به خوبی قابل تشخیص می باشند.

## مغناطیسی کردن قطعات
از آنجایی که عیوب در صفحات مختلف،با جهت گیری های متفاوتی قرار می گیرند، هر قطعه معمولا در 2 جهت مختلف مغناطیسی می شود.روش های مغناطیسی کردن قطعات به شرح زیر می باشد.

### روش های مستقیم

#### عبور دادن جریان مستقیم از حلقه

ایجاد میدان مغناطیسی حلقوی با عبور دادن جریان به صورت مستقیم از داخل قطعه

در این روش جریان الکتریکی به صورت مستقیم از قطعه عبور می کند.با عبور این جریان آمپر بالا،درون و بیرون قطعه میدان مغناطیسی حلقوی به وجود می آید.هم زمان با عبور جریان الکتریکی،ذرات مغناطیسی بر روی قطعه پاشیده می شوند و در محل ترک تجمع می کنند.در این روش تنها ترک های طولی قابل شناسایی هستند.از دیگر معایب این روش آن است که اگر اتصالات به درستی صورت نگیرد سبب ایجاد پدیده قوس الکتریکی می شود.در نتیجه به دلیل حرارت بسیار بالا ذرات آهن در حالت آستنیت قرار می گیرند و سپس به دلیل سرد شدن سریع در هوا،استحاله مارتنزیتی صورت می گیرد. چنین اتفاقی سبب تغییر ریز ساختار قطعه و در نتیجه تغییر خواص مکانیکی می شود.چنین اتفاقی در فولادهایی با بیش از 0.3% کربن اتفاق می افتد.

#### مغناطیسی کردن با استفاده از پرود(prod)
در این روش جریان الکتریکی از طریق پرود،در نقطه تماس وارد قطعه شده و سبب ایجاد میدان مغناطیسی حلقوی موضعی در آن قسمت از قطعه می شود.در صورت وجود عیب در این محدوده،با تجمع ذرات مغناطیسی می توان متوجه محل عیب شد.کاربرد این روش معمولا بررسی قطعات بزرگ با هندسه پیچیده یا بازرسی جوش می باشد.مزیت این روش نسبت به روش قبلی مصرف جریان کم تر می باشد،اما هم چنان خطر ذوب شدن موضعی در قطعه وجود دارد.

### روش های غیرمستقیم
در این روش ها از یک منبع خارجی قوی برای ایجاد میدان مغناطیسی ایجاد می شود.

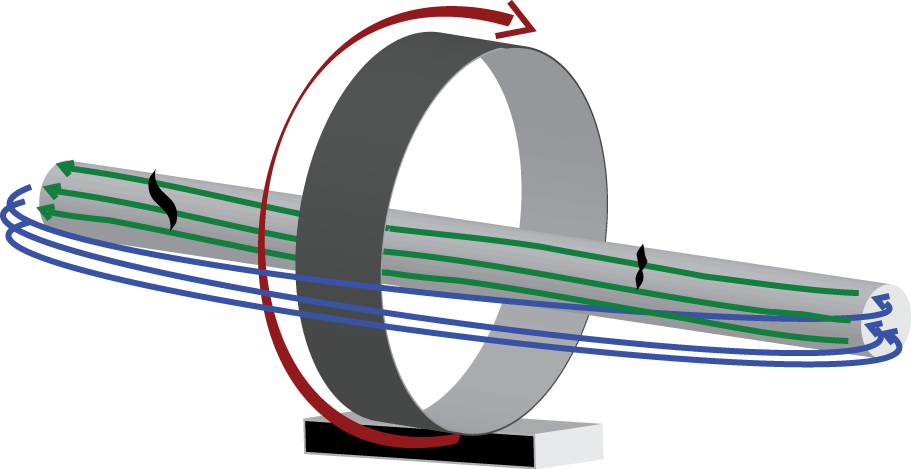
ایجاد میدان مغناطیسی به وسیله سیم پیچ و بررسی عیوب عرضی

#### ایجاد میدان مغناطیسی به کمک سیم پیچ
در این روش، قطعه درون یک سیم پیچ قرار گرفته و با عبور دادن جریان الکتریکی درون سیم پیچ،میدان مغناطیسی طولی در قطعه ایجاد می شود .در این روش عیب های عرضی قابل شناسایی هستند اما نمی توان برای تشخیص عیب های طولی از آن استفاده کرد.با تجمع ذرات فرومغناطیس در محل نشت میدان مغناطیسی،موقعیت عیب مشخص می شود.از جمله مزایای این روش عدم تماس مستقیم جریان الکتریکی با قطعه مورد بررسی می باشد. مزیت دیگر این روش این است که می توان قطعه را درون سیم پیچ جابجا کرد و بدین ترتیب می توان قطعات بلند را بازرسی کرد.

#### مغناطیسی کردن با استفاده از یوک
زمانی که جریان الکتریکی درون سیم پیچ از اطراف هسته آهنی عبور می کند،سبب ایجاد میدان مغناطیسی در هسته می شود.میدان به وجود آمده به وسیله قطب های آهنربا به قطعه مورد بررسی انتقال می یابد. بنابراین هسته آهنی و قطعه مورد بررسی، تشکیل مدار بسته ای می دهند و شار مغناطیسی بین دو قطب یوک درون قطعه جریان می یابد.در این روش نیز با تجمع ذرات فرومغناطیس در محل ترک می توان بازرسی را انجام داد.از این روش بیشتر برای بررسی عیب درز جوش استفاده می شود.

## جریان مورد استفاده برای مغناطیسی کردن
می توان از جریان های متفاوتی برای تولید میدان مغناطیسی استفاده کرد.باید توجه داشت هریک از این جریان ها،میدان هایی با قدرت و توزیع متفاوت تولید می کنند.

### جریان مستقیم(DC)
چنین جریانی می تواند با استفاده از یک باتری تولید شود. دامنه جریان ثابت بوده و با گذر زمان تغییر نمی کند.میدان مغناطیسی به دست آمده از این روش در سطح قطعه یکسان می باشد.ازچنین جریانی می توان برای تشخیص عیوب با عمق بیشتر نیز استفاده کرد.

### جریان متناوب(AC)

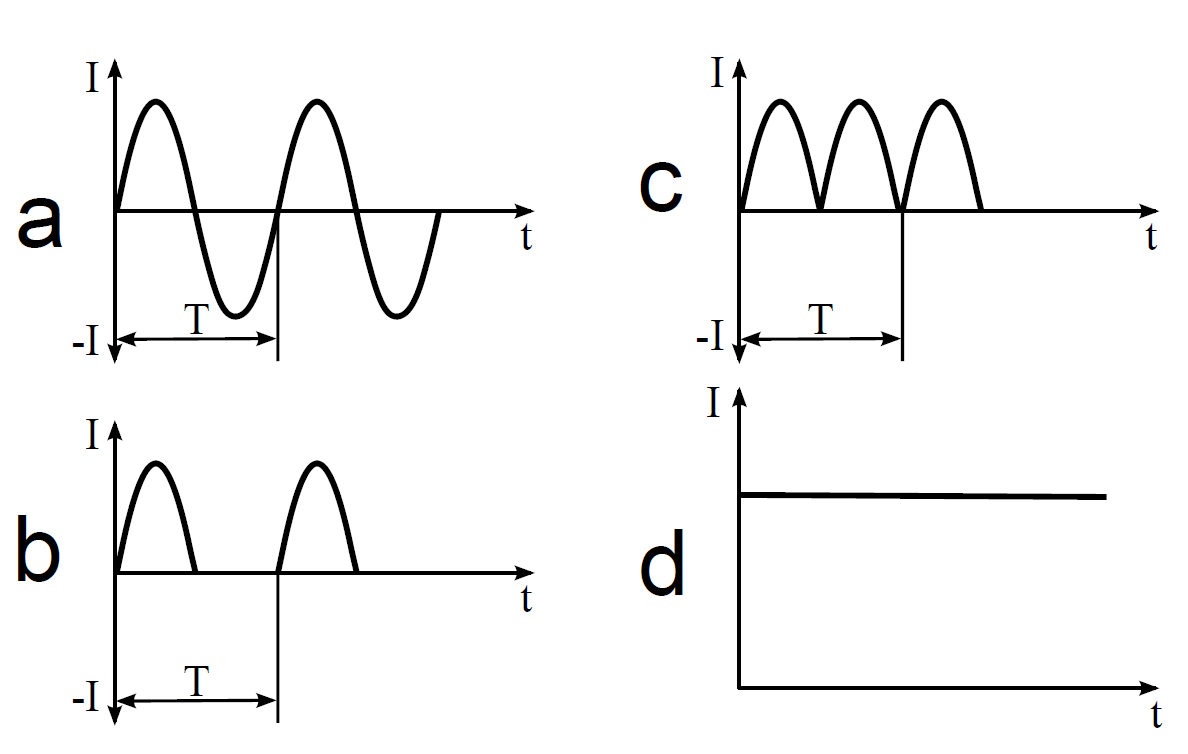
a.AC, b.HWAC, c.FWAC, d.DC

در این نوع از جریان، شدت،اندازه شدت جریان و جهت جریان به صورت پیوسته تغییر می کند.در این نوع از جریان،جریان با اندازه صفر در یک جهت شروع به افزایش می کند،سپس به مقدار بیشینه خود می رسد و دوباره در همان جهت صفر می شود.پس از این مرحله جریان به حداکثر مقدار خود در جهت مخالف می رسد و دوباره صفر می شود.این اتفاق به صورت پیوسته تکرار می شود. میدان مغناطیسی بیشترین مقدار خود را در سطح دارد و با رفتن به سمت مرکز از شدت آن کم می شود.به این موضوع اثر پوستی گفته می شود.بنابراین تنها عیب های سطحی با این نوع جریان قابل تشخیص هستند.

#### HWAC
می توان جریان متناوب را به وسیله روش های مختلفی اصلاح کرد.در این نوع از جریان،جهت منفی جریان حذف شده است و جریان تنها در جهت مثبت حرکت می کند.از این جریان برای شناسایی عیب های عمیق تر استفاده می شود.

#### FWAC
این نوع از جریان تقریبا شبیه حالت قبل می باشد اما با این تفاوت که جریان تنها در سمت مثبت قرار گرفته است.چنین امری سبب کاهش اتلاف توان جریان متناوب می شود.از مزایای این نوع جریان متناوب،نفوذ بیشتر میدان مغناطیسی به درون ماده می باشد.

## ذرات مغناطیسی
معمولا جنس ذرات مغناطیسی مورد استفاده در این آزمون،ذرات ریز آهن یا آهن اکسید است. ویژگی این ذرات نفوذ پذیری مغناطیسی بالا است.پس این ذرات به راحتی جذب میدان مغناطیسی ناشی از ناپیوستگی ها می شوند. دیگر ویژگی این ذرات،حفظ خاصیت مغناطیسی کم است.بنابراین ذرات به سطح قطعه مورد بررسی یا به یکدیگر نمی چسبند و قابلیت حرکت دارند.ذرات مغناطیسی به صورت خشک و تر قابل استفاده اند.

### ذرات خشک
در این روش زمانی که قطعه مورد نظر مغناطیسی شد،ذرات آهن بر روی سطح ماده پاشیده می شوند.در این روش هرچقدر اندازه ذرات کوچک تر باشد راحت تر جذب میدان مغناطیسی می شوند اما از طرفی کوچکتر شدن اندازه ذرات،سبب چسبیدن آنها به سطح و سخت تر شدن حرکت آنها می شود.ذرات خشک برای سطوح خشن مناسب تر می باشند.مراحل انجام آزمون ذرات مغناطیس با ذارت خشک به ترتیب زیر می باشد.
- تمیز کردن سطح قطعه
- اعمال میدان مغناطیسی
- افزودن پودر ذرات مغناطیسی
- خارج کردن ذرات اضافی از روی سطح قطعه(به وسیله دمنده هوا)
- تشخیص محل عیب

### ذرات تر
در این حالت ذرات مغناطیسی درون یک مایع به صورت محلول در آمده اند.این روش مزایایی نسبت به روش ذرات خشک دارد.این مزایا عبارتند از :
1. سطح قطعه سریع تر از ماده مغناطیسی پوشیده می شود و توزیع ذرات بر روی سطح یکنواخت است
2. جابجایی ذرات مغناطیسی به دلیل وجود حامل مایع راحت تر بوده و با تجمع بیشتر ذرات در محل عیب،عیب به راحتی قابل تشخیص می باشد.

ذرات تر روش مناسبی برای تشخیص عیوب کوچک بر روی سطوح نرم می باشد.این روش برروی سطوح خشن به اندازه روش ذرات خشک کارآیی ندارد. در این روش برای افزایش حساسیت، از ذرات آغشته به مواد فلوئورسنت استفاده می شود.این کار سبب افزایش تضاد رنگ ها در محیط های تاریک می شود.مراحل انجام این تست به شرح زیر می باشد.
- تمیز کردن سطح قطعه
- توزیع محلول روی سطح قطعه
- اعمال میدان مغناطیسی
- تشخیص محل عیب

## مغناطیس زدایی
معمولا پس از انجام آزمون ذرات مغناطیسی نیاز است تا قطعه مورد بررسی،مغناطیس زدایی شود.باقی ماندن میدان مغناطیسی درون قطعه می تواند سبب ایجاد مشکلات مختلفی شود.به طور مثال می تواند موجب اخلال کار قطعات الکترونیکی موجود در قطعه بشود.
راه های متفاوتی برای خارج کردن میدان مغناطیسی از درون ماده هست.یکی از این راه ها افزایش دمای ماده تا بالای دمای کوری است.انجام این کار در فولاد ها سبب می شود تا آهن در فاز آستنیت قرار بگیرد و پس از سرد شدن،خاصیت مغناطیسی خود را از دست بدهد.چنین امری سبب تغییر ساختار کریستالی ماده و تغییر خواص مکانیکی ماده می شود.
روش دیگری که برای مغناطیس زدایی استفاده می شود،استفاده از جریان الکتریسته، در خلاف جهت جریان الکتریکی اولیه برای مغناطیسی کردن،می باشد.اگر از جریان متناوب برای مغناطیسی کردن ماده استفاده شده باشد،می توان از جریان الکتریکی مخالف جهت جریان اولیه استفاده کرد و جریان الکتریکی را به تدریج به صفر رساند.

## تجهیزات و دستگاه ها
با توجه به اینکه می توان جریان های متفاوت،ذرات مغناطیسی متفاوت و سبک های مختلف،جهت انجام دادن آزمون ذرات مغناطیسی داشت،تجهیزات متفاوتی نیز وجود دارند.این تجهیزات را می توان به دو دسته زیر تقسیم کرد.

### واحد های ثابت

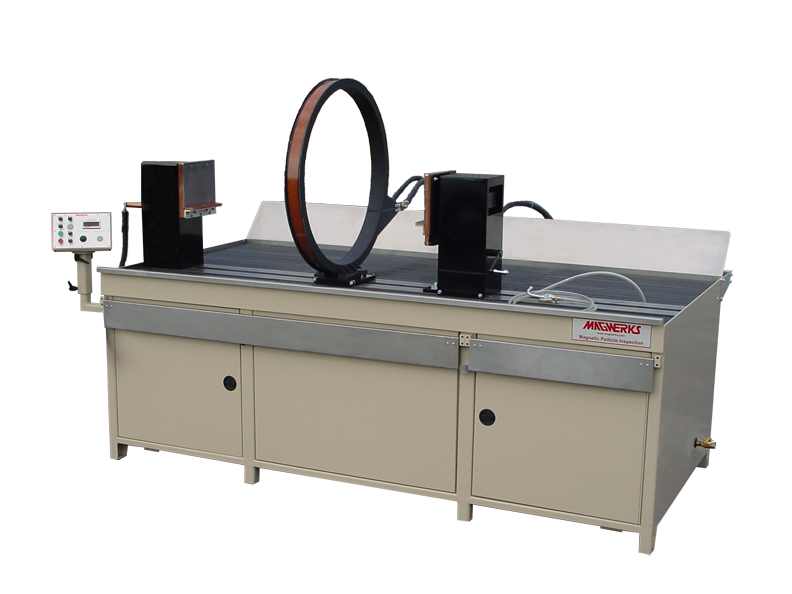
واحد ثابت به همراه سیم پیچ 910 میلی متری

به این نوع دستگاه ها wet horizontal unit نیز گفته می شود.چنین دستگاه هایی توانایی تولید میدان های مغناطیسی طولی و حلقوی را دارند.برخی از این دستگاه ها قابلیت مغناطیس زدایی نیز دارند.این دستگاه یک فک ثابت و یک فک متحرک داشته و قطعه بین این دو فک قرار می گیرد.از این دستگاه برای بازرسی قطعات به صورت انبوه استفاده می شود.

### واحدهای قابل حمل
این نوع دستگاه ها به دو صورت portable و mobile عرضه می شوند.تفاوت اصلی آنها در نحوه جابجایی و وزن آن ها می باشد. دستگاه های mobile باید به نقطه خاصی انتقال داده شوند و ادامه فرآیند جابجایی آن ها به وسیله چرخ های دستگاه صورت می گیرد.این دستگاه ها وزنی حدود 500 کیلوگرم دارند.دستگاه های portable معمولا توسط فرد،قابل جابجایی هستند و وزنی حدود 25 کیلوگرم دارند.

## نمونه های استاندارد
نمونه های استاندارد،نمونه هایی هستند که عیوبی به طور دقیق در مناطق مشخصی از قطعه تولید شده اند.هدف استفاده از این نمونه ها،پی بردن به حداقل اندازه عیب قابل اندازه گیری و هم چنین اطمینان از صحت روند انجام آزمون می باشد.این استانداردها توسط سازمان های بین المللی ارائه می شوند.به طور مثال یکی از استاندارد های مرتبط با آزمون غیر مخرب/روش ذرات مغناطیسی، استاندارد ASTM می باشد( ASTM E1444/E1444M).
یکی از نمونه تست های استاندارد روش ذرات مغناطیسی،دیسکی به قطر 50 میلی متر و ضخامت 10 میلی متر است که سوراخی به قطر 10 میلی متر در مرکز این دیسک قرار دارد.عیوب مشخصی با استفاده از عملیات حرارتی در این دیسک قرار گرفته اند.در ابتدا این ترک ها قابل مشاهده نمی باشند،اما با مغناطیس کردن دیسک و پاشیدن ذرات مغناطیسی روی دیسک،این ترک ها قابل مشاهده می شوند.

## روند کلی انتخاب نحوه انجام آزمون ذرات مغناطیسی
گزینه های زیادی برای انتخاب نحوه انجام آزمون ذرات مغناطیسی وجود دارد.به منظور دستیابی به بهترین روش،مواردی هستند که دارای اهمیت بیشتری می باشند.این موارد عبارتند از :
- نوع ماده
- ابعاد قطعه
- ویژگی های سطح ماده
- نوع و موقعیت عیوب احتمالی
- الزامات مرتبط با قطعه

بعد از اینکه اطلاعات کافی راجع به این موارد کسب شد،انتخاب نحوه انجام آزمون ممکن است.در ارتباط با نحوه انجام آزمون،موارد زیر باید توسط اطلاعات به دست آمده انتخاب شوند.
- نوع جریان(به استاندارد ASTM E1444/E1444M مراجعه شود)
- ذرات خشک یا تر
- ذرات فلوئورسنت یا معمولی
- مغناطیس کردن به صورت مستقیم یا غیرمستقیم

- تجهیزات ثابت یا متحرک